# Gänseflomen
Gänseflomen ist das Unterhaut-Fettgewebe der Gans. Es wird als durch Ausbraten gewonnener Rohstoff für die Gänseschmalzherstellung und kalt gewonnen als Brotaufstrich verwendet.